# USS LST-372
O USS LST-372 foi um navio de guerra norte-americano da classe LST que operou durante a Segunda Guerra Mundial.